# Tialda Hoogeveen
Tialda Hoogeveen (Haskerdijken, 8 mei 1974) is een Nederlandse journalist, schrijver en redacteur. Naast boeken en artikelen voor kinderen en volwassenen verschenen van haar hand ook korte verhalen, gedichten en een hoorspel. Naast het Nederlands schrijft ze ook in het Fries.

## Opleiding
Na de scheiding van haar ouders verhuisde ze van Haskerdijken naar Joure. 
Tialda Hoogeveen begon al jong met schrijven.  In de tijd dat zij in Londen een cursus volgde was ze au-pair bij mensen die werkten als regisseur en als acteur/schrijver. Van 1995 tot 2000 studeerde ze Communicatie aan de Hogeschool Inholland. Later volgde zij meerdere journalistieke cursussen aan de Hogeschool Utrecht.

## Redacteur
Eind 2001 werd ze redacteur voor de publicaties van de Vereniging Natuurmonumenten. 
Tialda Hoogeveen werkt vanaf 2010 voor Vogelbescherming Nederland als redactrice van het jeugdmagazine Vogels Junior. Ook werkt ze voor de website van de Vogelbescherming en schreef zij mee aan een cursus Tuinvogels herkennen.
Nadat ze in 2013 haar eerste artikel schreef voor de wandelkrant Te voet, werd ze in 2019 hoofdredacteur van dat blad. Voor uitgeverij ThiemeMeulenhoff schreef ze mee aan digitale lessen Natuur en Wetenschap. 

## Journalist
Als freelance journalist werkt ze sinds 2015 voor de Holland Media Combinatie, Roots, De Moanne en Noorderland. 

## Auteur
In de acht jaar dat ze redacteur was bij Natuurmonumenten verscheen haar eerste kinderboek Winterslaap. Het was het eerste van vier delen over de seizoenen dat werd uitgegeven door de Vereniging voor Veldbiologie (KNNV)
In Alstublieft mevrouw! Een geschiedenis van de Nederlandse Dienstmeisjes beschreef ze de geschiedenis van zeven Nederlandse dienstmeisjes. Het was tegelijk een eerbetoon aan haar grootmoeder die vanaf haar veertiende als dienstmeid had gewerkt. 
De dagboeken van de Friese boer Siebe Peenstra vormden de hoofdlijn voor het beschrijven van een kleine eeuw boerenleven tussen 1923 en 1984 met als titel De geur van hooi - hoe het boerenleven in Nederland veranderde. 
Haar Friese verhalen verschenen in het  jongerentijdschrift LinKk en het Friestalige basisschooltijdschrift Tsjek Magazine. Enkele van haar losse gedichten werden gepubliceerd in bundels. Zo werd in 2011 naar aanleiding van de Turing Nationale Gedichtenwedstrijd ‘Was de was’ opgenomen in Dansen op de maat van het ogenblik. Voor Tsjek schreef ze ook zeven gedichten rond het thema 'Wat gjinien wit'. 

## Schoolschrijver
Om kinderen enthousiast te maken voor boeken, woorden en verhalen werkte ze een aantal jaren als ‘Schoolschrijver’ aan meerdere basisscholen. 

### Jeugdboeken
- De jodenvervolging in de reeks: De Tweede Wereldoorlog (2020); uitgeverij Ars Scribendi; ISBN 978-9463414913
- Oerstoer Over de wolharige mammoet en de rest (2019) uitgeverij Ploegsma; ISBN 978-9021679372
- Ontmoet Minuscule in je achtertuin (2015) uitgeverij KNNV; ISBN 978-9050115438
- Egels Onze vriendelijke tuinbezoekers (2011) Uitgeverij De Fontein/Tirion; ISBN 978-9052108506
- Natuur is overal, natuurgids (2010) Uitgeverij De Fontein/ Tirion; ISBN 978-9052108001
- seizoenserie
  - Zomerzon (2010), uitgeverij KNNV; ISBN 9789050113267
  - Herfstpret Hoe dieren overleven in de herfst (2009); uitgeverij KNNV; ISBN 978-90-5011-297-0
  - Lentekriebels, hoe dieren kleintjes krijgen (2007) uitgeverij KNNV; ISBN 90-5011-2498
  - Winterslaap (2005), uitgeverij KNNV; ISBN 978-90-5011-216-1

### Verhalen (selectie)
- It fûgelfamke – Tsjek magazine
- Twa Fammen (LinKk)
- De redens fan pake (jongerentijdschrift LinKk)
- Myn lân in de bundel Dj Elle (LinKk)
- De otterfanger in de bundel Het grote Helden boek (2011) uitgeverij Callenbach
- Een koe op een boot voor Stichting Omgevingseducatie Gooi, Vecht- en Eemstreek over het boerenleven in Kortenhoef en Ankeveen rond 1910.
- Hoorspelen voor het bezoekerscentrum Natuurmonumenten in ’s-Graveland

### Gedichten (co-auteur)
- 7 gedichten rond het thema Wat gjinien wit in: Tsjek magazine (2019)
- Yn ‘e fierte in de bundel Nearnewâld (2019) bij het jubileum 50 jier Skriuwersboun
- It grutte foarlêsboek deel 2 (2019) uitgeverij Afûk ISBN 9789493159150
- Oer Rosa (mar mear oer Hinke) in: Minnezinne in moerstaal (2019)[5]
- En/of God bestaat in: Er zit een feest in mij (2012) Em. Querido’s Uitgeverij
Querido’s poëziespektakel 5
- Was de was in: Dansen op de maat van het ogenblik (2011) uitgeverij Augustus; ISBN 9789045704722

- International Standard Name Identifier: 0000 0003 6918 5851
- Nationale Bibliotheek van Israël: 987011060906305171
- Nederlandse Thesaurus van Auteursnamen: 290784069
- Virtual International Authority File: 282915703